# Erik Gustaf Boström
Erik Gustaf Bernhard Boström, även känd som E. G. Boström och E. Gust. Boström, född 11 februari 1842 i Stockholm, död 21 februari 1907 i Stockholm, var en svensk politiker, godsägare, riksdagsman i andra kammaren 1876–1893 (Södra Roslags domsagas valkrets), i första kammaren 1894–1907 (Stockholms läns valkrets), statsminister 1891–1900 och 1902–1905.
Boströms regeringspolitik präglades av en pragmatisk linje. Trots att han som förste statsminister saknade både akademisk examen och erfarenhet från höga statliga ämbeten kom Boström att med tiden åtnjuta stort anseende som en samlande nationell gestalt. Han blev också mycket populär hos kung Oscar II. En farbror till Erik Gustaf Boström, professor Christopher Jacob Boström, hade för övrigt varit informator åt Oscar II. Det som blev Boströms fall var unionsfrågan där han hade en kompromisslös hållning gentemot norrmännen.

## Tidiga år

### Bakgrund
Erik Gustaf Boström föddes i Stockholm, som son till häradshövdingen med lagmanstitel Eric Samuel Boström och dennes hustru adelsdamen Elisabet Gustava Fredenheim, sondotter till Carl Fredrik och Christina Fredenheim och sonsons dotter till ärkebiskop Carl Fredrik Mennander. Släkten Boström var en gren av den norrländska prästsläkten Laestadius, farfadern Christopher Laestander var borgare och skeppstimmerman i Piteå stad och antog namnet Boström. Vidare stammade han på moderns sida från den förmögna köpmannasläkten Hebbe.

### Utbildning
Han hade som informator Kristian Claëson, vilken var en varm anhängare av Erik Gustaf Boströms farbror, professor Christopher Jacob Boström. År 1854 blev han elev vid Uppsala katedralskola – samma år som hans far dog. Det är värt att notera att fem av hans konseljkamrater under hans första regeringsperiod gick på samma skola – Axel Rappe, Edvard von Krusenstjerna, Ludvig Annerstedt, Gustaf Gilljam, och Lars Åkerhielm. År 1861 flyttade han över till Uppsala universitet där han studerade fram till 1863 då hans mor dog och den unge studenten fick ta över moderns gods Östanå. Han använde sig av möjligheten att friköpa sig från militärtjänsten, en möjlighet som försvann 1872.

## Karriär
Boström lyckades väl som lantbrukare och började engagera sig i kommunalpolitiken där han i januari 1870 blev ledamot i Stockholms läns hushållningssällskaps förvaltningsutskott och av Stockholms läns landsting där han var ledamot, vice ordförande och ordförande under en lång rad av år. 1871 gifte han sig med Carolina Almqvist, dotter till statsrådet och justitierådet Ludvig Teodor Almqvist. I valet 1875 blev han vald till riksdagsman för Södra Roslags domsagas valkrets i Riksdagens andra kammare där han snabbt positionerade sig som en ledande protektionist (tullskyddsvän) i Riksdagens Bevillnings- och Bankoutskott. Hans övriga intressen bestod i ett stärkt försvar vilket yttrade sig ifrån hans sida på ett stärkt sjöförsvar och motstånd mot upphävande av Indelningsverket.
Under statsminister Arvid Posse och dennes finansminister Robert Themptander uppehölls och utsträcktes frihandelssystemet, vilket Boström motsatte sig genom sitt motstånd mot det franska handelstraktatet 1881 och det spanska handelsfördraget 1883, vilket dock misslyckades. Genom Posses avgång 1883 och andrakammarvalet 1884 ljusnade protektionisternas utsikter vilket bland annat manifesterades i Boströms strid för antagna spannmålstullar. Detta resulterade i uppmärksammade oratoriska dueller mellan Boström och den nye statsministern Robert Themptander. Efter mycket manipulerande i de olika berörda utskotten segrade förslaget om spannmålstullar. Ett annat av Boströms förslag - upphävandet av Mellanrikslagen som reglerade handelsförhållandet mellan de två unionsländerna resulterade bara i en begäran om revision av lagen. Mellanrikslagen upphävdes för övrigt 1897 under Boströms första sejour som excellens och tros för övrigt ha gjort att unionen bröts upp snabbt.
1887 års riksdag blev en hetsig uppgörelse mellan protektionisterna och frihandlarna. Boström anklagades för att vara förtäckt socialist vilket han skarpt förnekade. Den 3 mars 1887 antogs ett förslag om höjd rågtull av Andra kammaren med knapp majoritet men avslogs av Första kammaren vilket gjorde att statsminister Themptander begärde upplösning av andra kammaren och nyval vilket den frihandelsvänlige kung Oscar II beviljade. 1887 års extraval resulterade i en klar frihandelsseger, vilket lovade gott för frihandelssaken. 1887 års ordinarie val resulterade i en frihandelsseger men en obetald skatteskuld av en av de frihandelsvänliga riksdagskandidaterna resulterade i att alla frihandelskandidaterna från Stockholms stad underkändes och en skara protektionister blev valda, vilket gjorde att protektionisterna fick makten.
I regeringsfrågan efter Andrakammarvalet stödde Boström tillsammans med hovmarskalken Patric Reuterswärd och kabinettskammarherren Sixten Flach kung Oscars uppfattning att ärkebiskop Anton Niklas Sundberg skulle bli regeringschef. I ett brev till redaktören för tullskyddsorganet Norrköpings Tidningar, Ludvig Eklund, skrev Boström att ärkebiskopen "är ej blott den bäste utan ock nästan den ende, ty nu mera än någonsin hänger allt på en klok och försiktig ledning, men som därtill måste vara bestämd". En ny regering bildades emellertid med Gillis Bildt som statsminister, Axel Bergström som justitieminister, Albert Ehrensvärd som utrikesminister, Edvard von Krusenstjerna som civilminister och Fredrik von Essen som finansminister, men Boström ansågs inte tillräckligt moderat sinnad för att inträda i statsrådet.
Att många bosatta i Södra Roslags domsaga delade Boströms tullvänliga åsikter visade sig den 29 mars 1888, då en petitionsinsamling bland ekonomiskt betryckta fiskare i Djurö och Möja socknar skickades in till riksdagsman Boström. Dessa begärde att "hr brukspatronen" skulle verka för att tullarna skulle höjas på färska och saltade fiskar inkomna från Åland och Finland.
I Bevillningsutskottet, där Boström var ordförande, lades det förslag om jordbrukstullar vilket antogs av riksdagens kamrar 1888. I en kommitté som han var ordförande i beslutades om tullskydd åt en lång rad industrier. Han blev tre år senare ordförande i Riksgäldsfullmäktige. När Gustaf Åkerhielm blev regeringschef var Boström påtänkt som chef för Civildepartementet. Detta på grund av Åkerhielms höga tankar om Boströms politiska utförsgåvor och administrativa skicklighet. Han lämnades emellertid återigen utanför.
1890 års andrakammarval resulterade i en motgång för protektionisterna och Gustaf Åkerhielms ledarskap som statsminister ifrågasattes. I detta läge begick Åkerhielm ett taktiskt misstag där han under oklara omständigheter enligt vissa källor påstås ha talat om "att tala svenska både västerut och österut". Uttalandet orsakade ett stort ramaskri inom den liberala pressen och Åkerhielm tvingades ta tjänstledigt för att resa till kontinenten. Det blev dock omöjligt för excellensen att stanna kvar som regeringschef, och E.G. Boström kallades in som statsminister 10 juli 1891.

## Första ämbetstiden som Sveriges statsminister, 1891–1900
Det var ursprungligen tänkt att finansminister von Essen skulle bli statsminister och Boström finansminister, men det strandade på att von Essen tvekade och till slut ville fortsätta som finansminister. Den historiske hävdatecknaren Carl Grimberg påstår att när Boström berättade inför kung Oscar att han tvekade att bli statsminister, eftersom han hade så dåliga språkkunskaper, svarade Oscar -"Du kan ju göra som Åkerhielm - tala svenska!" När Boström blev statsminister troddes det allmänt att den nye excellensen skulle agera som en fanatisk tullivrare, men detta visade sig snart vara en falsk slutsats.
Alla trodde nu att det skulle föras en skoningslös tullpolitik, men Boström visade en mer moderat attityd vilket förklaras av det uttalande han gav i Riksdagens första kammare den 19 februari 1896 att "ingenting så disciplinerar ens handlingssätt som känslan av ansvar". Han citerade också Louis De Geers ord om att "frågorna te sig olika, sedda uppifrån och ovan". Han skulle under sin tid som statsminister visa upp en stark beslutsamhet som för samtiden verkade förbluffande men dock medryckande. Detta kallades för de "Boströmska överraskningarna".

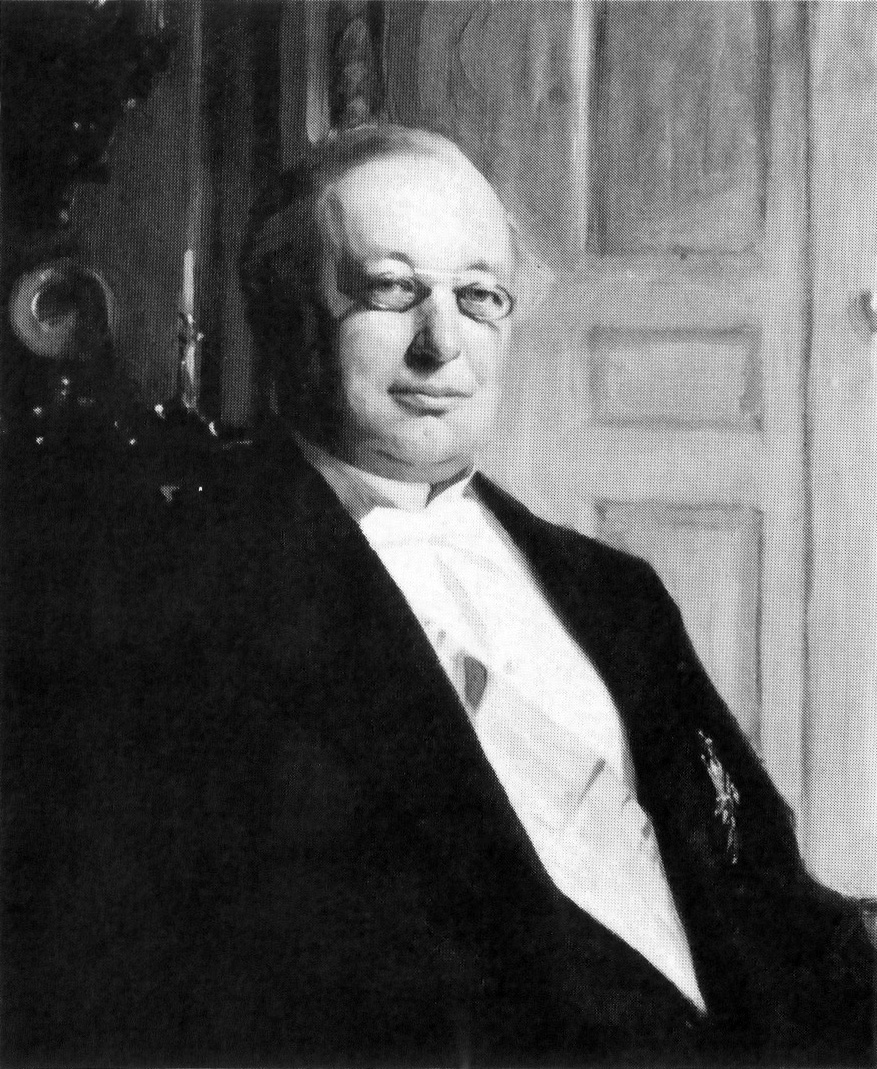
Erik Gustaf Boström

Efter att ha blivit statsminister stannade han inte kvar i det Nya Lantmannapartiet som Anders P. Danielsson hade blivit ledare för efter att Liss Olof Larsson hade fallit ur riksdagen i 1890 års andrakammarval. Han sökte sitt stöd hos bland annat Första kammarens majoritetsparti och framför allt hos andra kammarens tullskyddsvänliga lantmän. Han kunde dock utöva ett stort inflytande på det Nya lantmannapartiet, vilket överträffade Posses och Themptanders makt över sina partier. Han hade varit motståndare till grundskatteavskrivningens genomförande fram till 1885. Efter denna händelse ansåg han denna reforms snara inträffande vara ett faktum.
Vid 1892 års riksdag ingav Boström ett förslag till Riksdagen om en lösning av försvarsfrågan; när Riksdagen avslog detta förslag inkallade kung Oscar en urtima riksdag – den första sedan 1871 – på inrådan av statsministern. Krigsminister Hjalmar Palmstierna hade vid den lagtima riksdagen kommit med anförandet "Det är herrarnas plikt att votera 90 dagars övning" varefter Hans Andersson i Västra Nöbbelöv replikerade Jag för min del röstar ej på kommando. Förslaget föll och därmed även krigsministern som avgick den 22 juni. Han efterträddes av friherre Axel Rappe som hade deltagit i det fransk - tyska kriget och som senare hade blivit generalstabschef. Han hade stor popularitet i franskvänliga liberala kretsar och hans lågkyrkliga åsikter möttes av stor sympati bland frikyrkomännen i den andra kammaren. För att binda upp centergrupperingen i andra kammaren utsågs den skånske centermannen Carl Herslow till ny talman i Andra kammaren. Herslow var för övrigt en gammal vän till statsministern. Förslaget gick ut på bland annat 20 års värnplikt och 90 dagars övningtid för värnpliktiga, ett förstatligande av indelningsverket och grundskatternas avskrivning på 10 år. När Riksdagen godtog förslaget med rösterna 144 ja mot 90 nej i Andra kammaren, blev kung Oscar mycket nöjd med Boström. Oscar tog därmed av sig sitt blåa band och sin Serafimerorden, och gav till Boström, "ty honom var jag och riket en särdeles stor tack skyldig" . Boström fick därmed alltmer möjlighet att välja nya medlemmar av statsrådet utan att kungen lade sig i, vilket var ett viktigt steg mot parlamentarism.
Under 1893 var det politiska intresset i Sverige inriktat på den allmänna rösträtten. Ett rikstäckande allmänt rösträttsförbund grundades under den blivande krigsministern David Bergströms ledning. En 9-mannadeputation utsedd av den av Rösträttsförbundet grundade Folkriksdagen skickades till statsministern. Detta i avsikt för att hemställa sitt krav på rösträtt hos excellensen. De blev dock avfärdade med orden "Jag känner ej några representanter för svenska folket, utsedde på något annat sätt än våra grundlagar angifva. Om jag än kan förstå, att personer sammanträda för att främja ett mål som ligger dom varmt om hjertat, kan jag dock ej finna rätt, att sådant sker på ett sätt och under en form, som om sagda personer bredvid riksdagen skulle representera det svenska folket. Det är af denna anledning jag ej är benägen mottaga ifrågavarande deputation. Stockholm den 15 mars 1893. E. Gust. Boström". Under samma års riksdag begärde Boströmregeringen genom sjöminister Jarl Christersohn ett årligt nybyggnadsanslag för flottan på ordinarie stat av två miljoner. Andra kammaren vägrade visserligen bevilja detta men beviljade dock anslag till en fjärde pansarbåt.
Under 1893 års riksdag tilldrog sig dock en större händelse, den om tvisten kring det norska konsulatväsendet vilket gick vidare till att bli en tvist om utrikesstyrelsen. Boströmregeringens utrikesminister Lewenhaupt uttalade sig i det sammansatta statsrådet, att den gemensamma utrikesstyrelsen ordnades på likställighetens grund "med gemensam utrikesminister, svensk eller norrman". Striden utmynnade till sist i att ministären Steen begärde avsked och ersattes av ministären Emil Stang, samt det norska stortingets indragandet av pengarna till den gemensamma beskickningen i Wien, varefter den svenska regeringen beslöt i december 1893 att upprätthålla denna med enbart svenska medel.
Under 1894 års riksdag var Boströms maktställning hotad. Detta på grund av att man hade föreslagit direkta skatter till bestridande av omkostnaderna av den nya härordningen. Protektionisterna hade samtidigt på grund av våldsamt sänkta spannmålspriser angripit 1892 års kompromiss i tullfrågan, och krävde ökade indirekta skatter. För att motverka detta satte Boström in allt sitt inflytande för att förhindra detta. Boström var till och med villig att avgå, om detta protektionistkrav bifölls. Tullmotionerna avslogs av de två riksdagskamrarna, och de direkta skatterna i stort sett godkändes. Men efteråt då jordbrukets betryck ökade, var Boström i högre grad villig att tillgodose tullskyddsvännerna. I början av januari 1895 mötte han upp Riksdagen som finansminister ad interim, med en förordning om en provisorisk förhöjning av spannmålstullarna, vilket godtogs av riksdagen.
Bland andra bedrifter var Riksbankens sedelutgivningmonopol som den nye justitieministern och ungdomsvännen Ludvig Annerstedt lyckades genomföra. Annerstedt var frihandlare vilket upprörde ultraprotektionisterna i Första kammaren. Även utbyggnad av sjöförsvaret som åstadkoms av Boströms sjöministrar Jarl Christerson och Gerhard Dyrssen och planeringen av Bodens fästning som åstadkoms med hjälp av Boströms nye krigsminister Jesper Crusebjörn (1899–1903).
Under 1898 års riksdag lyckades han och civilminister von Krusenstjerna genom att ställa kabinettsfråga angående utbyggnaden av Ofotenbanan. Detta genom att säkra utskeppningen av den lappländska järnmalmen, vinna en viktig politisk seger över ledaren för majoritetspartiet Patric Reuterswärd och Statsutskottets mäktige ordförande Christian Lundeberg. I en satirisk karikatyr av Edvard Forsström, fritt efter Georg von Rosens etsning "Ture Jönsson återvänder från riksmötet i Västerås" framställdes Boström som en segerrik herreman triumferande över de intrigerande förstakammarprelaterna Patric Reuterswärd, Oscar Alin och Christian Lundberg sägande "Ej skall man göra någon landshöfding, eller president av mig i detta år".
Vid 1899 års riksdag kom det ett kungligt förslag om inrättandet av ett jordbruksdepartement. Vid votering den 7 februari 1900 godkändes det av riksdagens två kamrar. Den 31 mars 1900 inrättades Jordbruksdepartementet med generaldirektören för Lantbruksstyrelsen Theodor Odelberg som chef - en tvättäkta jordbruksprotektionist.
1900 lades det ett regeringsförslag om en fästning vid Boden. Boström ställde kabinettsfråga på propositionen med följande ord. - "Det är just därför att jag har denna övertygelse som jag har stannat på min post jag har, ty tro mig, mina herrar, jag anser denna fråga så viktig, att i samma stund jag kommer på det klara med, att den inte omfattas av svenska riksdagen, då vill jag inte stanna kvar på denna post." .
Andra kammaren sade trots detta nej med rösterna 135 mot och 87 för fästningen. Men när de två kamrarna röstade gemensamt blev det ja, och fästningen började byggas 1901.
I början av sommaren 1900 började det gå rykten om Boströms avgång. De var igångsatta av den Boström närstående landsortspressen, vilket senare togs upp i huvudstadspressen. Detta bekräftades det den 12 september 1900 i den av Svenska Akedemien drivna Post och Inrikes Tidningar, i tidningen offentliggjordes det samtidigt att "vid beviljande av nådigt avsked åt Hans Excellensen herr statsministern Boström har Hans Majestät Konungen täckts betyga sitt synnerliga välbehag över st utmärkta sätt, varpå han under nära ett tiotal av år utövat Rikets främsta ämbete till heder och gagn för fosterlandet och varigenom han även förvärvat rätt till konungen varma tacksamhet." Han hade redan under 1897 sagt under privata förhandlingar som då lyckades förhindra en brytning med förstakammarmajoriteten att han kände sig överansträngd genom de dubbla statsminister- och godsägareplikter han hade tagit på sig och om attackerna från förstakammarmajoriteten fortsatte skulle han avgå. I sin memoarbok Att vara ung, kapitlet "Panelkycklingen" berättar Sigfrid Sivertz om ett besök av Boström under juli 1900 vid en uppländsk herrgård; Sivertz berättar att denne bland annat improviserade vid pianot, efter detta tog Boström ut "kandidaten" till några promenader. Sivertz skriver också att han hade föreställt sig statsministern som en bondslug och idélös storpatron och en maktsträvare men ansåg efteråt denne var lik karikatyrerna på ett sympatiskt sätt. Han stannade upp vid en promenad med Sivertz vid en stätta och såg ut över det vackra landskapet samt beklagade sig därefter över "tullkäbbel och unionsgräl". Han gav därefter Sivertz rådet att inte bli politiker vilket Sivertz höll eller som han skriver i sina memoarer "ad notam". Avgången som regeringschef inträffade i början av september 1900, då han avgick som statsminister. Detta hände efter konsultationer med kung Oscar som frågade talmannen i Första kammaren Gustaf Sparre och högerledaren i Första kammaren Christian Lundeberg om de ville bilda regering. Boström lämnade dock över till kung Oscars gode vän amiral Fredrik Wilhelm von Otter som blev ny statsminister.

## Mellanspel
Mellan 1900 och 1902 var Boström ordförande i Nobelstiftelsen, under 1902 var han ordförande i Bankoutskottet.

## Andra ämbetstiden som Sveriges statsminister, 1902–1905

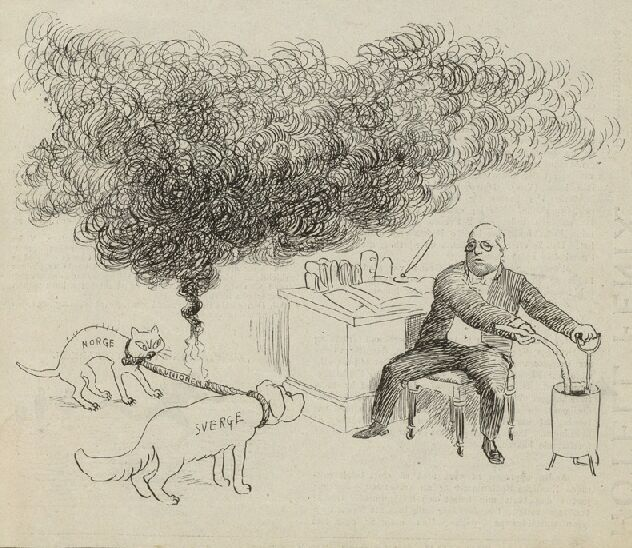
Skämtteckning ur Söndags-Nisse från 12 februari 1905, angående konsulatfrågan i unionen, betitlad Brister bandet? Sveriges statsminister Erik Gustaf Boström gör valhänta försök att släcka elden som hotar att lösgöra den ilskna katten Norge från den loje hunden Sverige.

Efter att amiral von Otter avgått efter det misslyckade försöket att lösa rösträttsfrågan återkom Boström som statsminister. I tidningen Hvar 8 Dag spekulerades det i att Boströms gode vän Carl Herslow skulle bli finansminister. Detta på grund av Herslow en gång varit ordförande i Riksdagens bevillningsutskott och var en framstående näringslivsman. Boström behöll från von Otters regering bland annat utrikesministern Lagerheim, jordbruksministern Odelberg samt krigsministern Crusebjörn. Han flyttade samtidigt upp några konsulter från von Otters regering till att bli departementschefer. Han kallade dessutom in nya personer som statsråd, bland annat Ossian Berger som justitieminister. Han frågade den blivande statsministern Arvid Lindman om denne ville bli finansminister, men denne avböjde. I stället blev Ernst Meyer finansminister.
Boströms första politiska förslag som regeringschef 1902 var att försöka lösa rösträttsfrågan. Detta eftersom en alltmer påträngade arbetarrörelse ville ha allmän och lika rösträtt. 1904 presenterade Regeringen sitt rösträttsförslag. Det föreslog allmän och lika rösträtt till Andra kammaren, proportionellt valsätt, lika representationsrätt för städer och landsbygd, 25 års rösträttsålder samt fullgjorda skatte- och värnpliktsskyldigheter. När Boström uppträdde i Första kammaren som han tillhörde sedan 1894 argumenterade han med viss skärpa för sitt förslag. Han mötte därmed motstånd i Första kammaren som inte ville ha några eftergifter åt vänstersidan. Å sin sida motsatte sig Andra kammarens liberaler och socialdemokrater detta rösträttsförslag. Detta på grund av proportionalismen som enligt dem skulle ha gett mer makt åt Boström, och förslaget föll därmed 1904.
Men det som till slut skulle fälla Boström var unionsfrågan. Under hans första regeringsperiod tillsatte han en unionsrevisionskommitté 1895, som bland annat bestod av den blivande statsministern Ernst Trygger. Under denna kommittés arbete hade unionsbråket trätt i vila.  Det skulle dock blossa upp till stormstyrka efter kommitténs misslyckande att hitta en lösning, samt Boströms uttalande om en nationell status quo-lösning den 21 oktober 1898. En knapp månad därefter, den 17 november 1898 fattade Stortinget beslutet att ta bort unionsmärket från den norska handelsflaggan. Kungen, som visserligen inte hade vetorätt men dock promulgationsrätt (offentlig tillkännagivande av utfärdande av ny lag), anbefallde 10 december 1898 i norskt statsråd promulgering. Boström blev dock så upprörd att han då begärde sitt avsked vilket i sin tur gjorde kungen svårt sjuk. Detta i sin tur gjorde att medlemmar av kungafamiljen övertalade Boström att stanna kvar.
Boström ansåg sig nu ansvarig för att ändringarna i flagglagen skulle genomföras. Han tillstyrkte detta den 11 oktober 1899 i nationell konselj. Detta gjorde utrikesminister Ludvig Douglas, den hårda Alinska linjens man i den svenska regeringen, så uppretad att han avgick. Douglas ersattes efter ett tag med den erfarne diplomaten Alfred Lagerheim som sökte en mer försonande ton mot Norge.
Boström tillträdde nu själv utrikesministerämbetet, och genomförde de förändringar som Douglas skulle ha gjort. Boströms vän Oskar Josef Alin blev så upprörd att denne bröt med statsministern. Det var också han som skickade ett brev till statsministern där Boström råddes att Se tjugonde strofen i Fänrikens Marknadsminne !. När Boström slog upp sin Runeberg kunde han läsa:

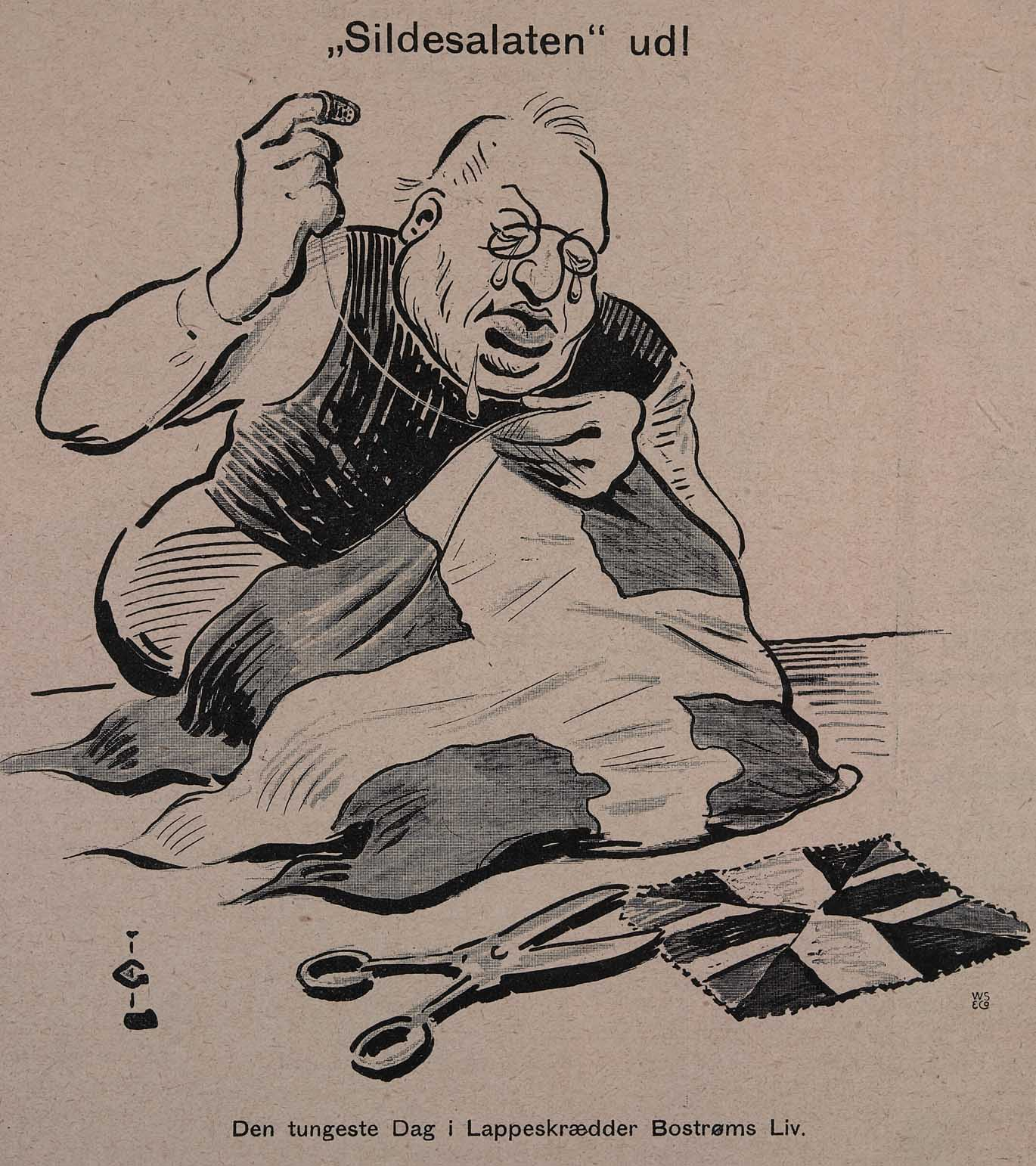
Enligt kunglig förordning av 27 oktober 1905 togs det svensk-norska unionsmärket bort från svenska flaggan 1 november. Denna norska karikatyr visar Boström som en gråtande skräddare. Han hade tidigare på året avgått som statsminister och hade sanktionerat den rena norska flaggan.

"När skall han sitt dåd förklara, när skall han till ansvar stå för de steg han tog tillbaka, då han kunnat framåt gå, för den nesa, som han fäste på vårt rykte, på vårt mod, för de tårar dem vi göto, då vi bort få gjuta blod?"
I ett brev till Boström underströk Alin sin tro på den nya lagen som fördärvlig för unionens fortlevnad. Ett närmande mellan Boström och Alin gjordes dock före dennes död den 31 december 1900.
Efter flaggkrisen skrev Nya Dagligt Allehanda den 28 september 1900 att Excellensen Boströms 1900 (års) hållning i flaggfrågan innebar en moralisk nedgång i hans politiska prestige, som kändes djupt och smärtsamt av alla fosterländskt sinnade medborgare, och från vilken, trots alla ministeriella och liberala förgyllningar, en fullständig återställelse av hans en gång av alla erkända statsmannaposition ej vidare var möjlig.
När Boström återtog statsministerskapet blev ett av hans första initiativ i den norska frågan att i mars 1903 utfärda en kommuniké. Denna innefattade han själv, utrikesminister Lagerheim och den norske statsministern Blehr. Denna kommuniké utlovade ett eget norskt konsulatväsen, med bibehållna garantier för unionens enlighet,  i diplomatiskt hänseende. Denna kommuniké och en alltmer krävande självständighetsrörelse gjorde till slut att Boström tvingades avgå, till förmån för statsrådet Johan Ramstedt i april 1905. Ramstedts oförmåga att fungera som statsminister gjorde dock att många misstänkte att Boström styrde i kulisserna. Efter sin avgång skrev han till en vän -
Ja, nu är det slut; jag kan ej neka, att det kännes underligt och tomt att efter ett så ihållande och intensivt arbete veta, att nu är det slut för alltid.... Bäst för mig är det nog...
det kan ej nekas, att jag blivit äldre och kanske mindre energisk. Hos mången kommer det nog en jämförelse fram mellan äldre och nu varande. Mina gamla riksdagsbekanta och vänner äro till stor del borta, och jag har den säkra förnimmelsen av, att jag för mången av det yngre släktet är till hinders.  Och jag tänker och säger som Du, att man bör gå, medan man än kanske är på vissa håll saknad...
Kung Oscar försökte visserligen i juni göra ett försök att återta Boström som statsminister. Boström avböjde dock eftersom han visste att hans aktiva politiska bana var över.

## Universitetskansler 1905–1907
Efter avgången som statsminister blev Boström universitetskansler. I detta ämbete försökte han och misslyckades med att hindra Bengt Lidforss att fortsätta som docent vid Lunds universitet. Han avsade sig då uppdraget som kansler men tog snart tillbaka det. Boström fortsatte emellertid intressera sig för politiken. Han skrev i ett brev till sin gamle vän Carl Herslow den 4 juni, i vilket han ansåg det vara synnerligen önskvärt att den nyss avgångna (Staaff)regeringen kunnat kvarstanna. Han ansåg även i det brevet att Staaffregeringen kunnat sköta socialpolitiken bättre än en konservativ regering. Han ansåg även att Staaff "med den skicklighet, han emellanåt visat sig besitta kunnat uträtta mycket men han valde en annan väg. Den 21 februari 1907 dog Boström i sin bostad i Stockholm. Några dagar senare genomfördes en minnesringning över den förre statsministern.
När Första kammaren fick reda på dödsbudet sade talmannen, frihandlaren och anhängaren av Boströms "rikspolitik" greve Gustaf Sparre att framtiden först kan med oväld fördela skuggor och dagrar . Han tillade dock att man kunde enas om att den framlidne var en varm fosterlandsvän , och anbefallde att kammaren skulle anlägga en veckas sorg efter sin vördade kamrat.

## Postumt påhopp
I skådespelet Gertrud (1907) kritiserades Boströms "rikspolitik" av en rollfigur som "korruptionspolitik". Publiken då förstod vad Hjalmar Söderberg menade med sin kritik vilket kanske är mer svårförståeligt idag.

## Familj
- Brodern Filip Boström (1843–1908), landshövding i Södermanlands län.
- Systern Ebba Augusta Boström, verksam inom välgörenhet, diakonipionjär. Grundare av Samariterhemmet i Uppsala.
- Systern Elisabeth von Bahr, filantrop och skolgrundare
- Farbrodern Christopher Jacob Boström, filosof

Boström gifte sig 1871 med Carolina "Lina" Almqvist, med vilken han hade sex döttrar och en son. Döttrarna Hedvig, Carolina Elisabeth, Sofia Lovisa, Clara Gustafva, Ingeborg Maria, Eva Margareta samt sonen kammarherren Gustaf Samuel Boström.
Erik Gustaf Boström ligger begraven på Roslagskulla kyrkogård i Österåkers kommun.

## Utmärkelser
- Riddare och kommendör av Kungl. Maj:ts Orden (Serafimerorden) med briljanter, 28 november 1892[7]
- Kommendör med stora korset av Nordstjärneorden, 1891.[8]
- Kommendör av första klassen av Nordstjärneorden, 1890.[8]
- Riddare av Nordstjärneorden, 1881.[8]
- Kommendör med stora korset av Vasaorden, 1 december 1904[9]
- Kommendör av första klass av Vasaorden, 1887.[8]
- Storkorset av Belgiska Leopoldsorden, senast 1905.[7]